# حبوة طة (المضاربة والعارة)

تعديل مصدري - تعديل

حبوة طة هي إحدى قرى عزلة المضاربة بمديرية المضاربة والعارة التابعة لمحافظة لحج، بلغ تعداد سكانها 114 نسمة حسب تعداد اليمن لعام 2004.